# Bradley Efron
Bradley Efron (Saint Paul, 24 de maio de 1938) é um estatístico estadunidense.